# 애정 (2012년 영화)
"애정"(Eh Jeung)은 한국에서 제작된 매트 치 감독의 2012년 드라마, 가족 영화이다. 김혜나 등이 주연으로 출연하였다.

## 출연

### 주연
- 김혜나
- 고서희